# 澎湖島要塞
澎湖島要塞（ほうことうようさい）とは、台湾の澎湖諸島防備のため設置された大日本帝国陸軍の要塞である。太平洋戦争末期に要塞組織は解体され、独立混成第75旅団が任務を引き継いだ。

## 概要
澎湖諸島は基隆、高雄と共に、台湾防衛上の要地であり、日本海軍の馬公要港部が所在し、その防備のため要塞が築造された。
1900年4月、大山堡塁が着工され、1909年3月に第一期の要塞工事が終了した。1903年6月、澎湖島要塞司令部が設置された。
南方作戦の実施に備えるため、1921年8月から増強工事に着手したが、1922年2月、ワシントン軍縮会議による太平洋防備制限条約により砲台工事は中止となった。
1934年12月、日本の防備制限条約からの脱退に伴い、外按社砲台増強工事に着手した。
1941年9月、臨時編成令・準戦備下令を受け、澎湖島重砲兵連隊などが編成された。11月には本戦備が発令された。太平洋戦争中は付近海面の防備にあたり、1944年の台湾沖航空戦の際には高射部隊が応戦したが、かなりの損害を受けた。翌年1月の第38任務部隊襲来時にも、在泊艦船にかなりの損害を出してしまった。
1945年1月に、要塞司令部と要塞重砲兵連隊が復帰し、以後は新編の独立混成第75旅団が澎湖島の守備を担当することになった。旅団長が要塞司令官の任務を承継した。

## 年譜
- 1899年（明治32年）6月 築城部澎湖島支部開設
- 1900年（明治33年）4月 大山堡塁着工
  - 5月 鶏舞鳥山砲台着工
  - 7月 西嶼東砲台付属砲台着工
  - 8月 深澳堡塁着工
- 1901年（明治34年）3月 西嶼東砲台着工
  - 12月 拱北第1砲台・拱北第2砲台着工
- 1902年（明治35年）1月 拱北第3砲台着工
  - 5月 天南砲台着工
  - 6月 大山堡塁竣工
  - 7月 拱北山堡塁・鶏舞鳥山砲台着工
- 1903年（明治36年）2月 拱北第3砲台竣工・内按社砲台着工
  - 3月 西嶼東砲台竣工
  - 4月 西嶼西砲台着工
  - 6月 澎湖島要塞司令部を馬公城の新築庁舎に設置。6月30日より事務を開始[2]。
  - 10月 深澳堡塁竣工
- 1904年（明治37年）2月 日露戦争開戦・戦備動員下令
  - 7月 拱北第1砲台・拱北第2砲台竣工
  - 8月 拱北山堡塁竣工
  - 9月 天南砲台・内按社砲台竣工
  - 10月 西嶼東砲台付属砲台・西嶼西砲台竣工
- 1905年（明治38年）1月 天南臨時砲台構築
- 1909年（明治42年）3月 要塞建設工事終了
- 1920年（大正9年）8月 陸軍築城部澎湖島支部再開設
- 1921年（大正10年）8月 外按社砲台着工
  - 9月 猪母水砲台着工
- 1922年（大正11年）2月 猪母水砲台・外按社砲台工事中止
- 1934年（昭和9年）12月 外按社砲台増強工事着工
- 1940年（昭和15年）8月 年度陸軍動員計画令指示、増加兵器交付命令。
- 1941年（昭和16年）9月 臨時編成令、準戦備下令。 
  - 11月 本戦備下令。
- 1945年（昭和20年）1月 要塞司令部および要塞重砲兵連隊を復帰。

## 主要な施設
- 大山堡塁
- 鶏舞鳥山砲台 ※要塞整理により火砲6門のうち2門を天南演習砲台に移し他は廃止。
- 天南砲台
- 天南演習砲台
- 天南臨時砲台 ※要塞整理により火砲を撤去し予備兵器とする。
- 西嶼東砲台付属砲台
- 西嶼東砲台 ※要塞整理により廃止。
- 西嶼西砲台 ※要塞整理により火砲6門のうち2門を天南演習砲台に移し他は廃止。
- 深澳堡塁
- 猪母水砲台
- 拱北第1砲台
- 拱北第2砲台
- 拱北第3砲台 ※要塞整理により廃止。
- 拱北山堡塁
- 内按社砲台
- 外按社砲台

## 歴代司令官
- 中田時懋 少将：1903年5月1日 - 1906年3月12日
- 多田保房 少将：1906年3月12日 - 1907年11月13日
- 本庄道三 少将：1907年11月13日 - 1908年12月21日
- 太田正徳 少将：1908年12月21日 - 1909年1月14日
- 足立愛蔵 少将：1909年1月14日 -
- 千秋直之 少将：1912年8月3日 - 1914年8月8日
- 篠田金 少将：1914年8月8日 - 1916年8月18日
- 平瀬太平 少将：1916年8月18日 - 1918年7月24日[3]
- 伊森重夫 少将：1918年7月24日 -
- 中島栄吉 少将：1919年7月25日 -
- 山田軍太郎 少将：1921年3月11日 -
- 島内国彦 少将：1922年8月15日 - 1924年12月15日[4]
- 宇山熊太郎 少将：1924年12月15日 -
- 安井義之助 少将：1926年3月2日 -
- 波藤雅信 少将：1927年7月26日 -
- 荒城卓爾 少将：1928年3月8日 -
- 作田徳次 少将：1928年8月10日 -
- 金子因之 少将：1931年8月1日 -
- 鈴木元長 少将：1932年5月23日 -
- 松村修己 少将：1932年12月7日 -
- 高屋庸彦 少将：1934年8月1日 -
- 佐竹保治郎 少将：1935年3月15日 -
- 兼松成器 少将：1936年3月7日 -
- 桑名照弐 少将：1937年3月1日 -
- 青木敬一 少将：1937年11月24日 -
- 大妻茂澄 少将：1938年5月15日 -
- 小松二郎 少将：1939年3月9日 -
- 風早清 少将：1940年8月1日 -
- 鵜飼源吉 大佐：1942年12月1日 - ※澎湖島重砲兵連隊長兼務

## 澎湖島要塞重砲兵連隊
澎湖島要塞重砲兵連隊は、澎湖島要塞の主戦力として1941年9月10日に編成下令され、馬公で編成された。通称号は台湾第4502部隊である。連隊長は1942年12月1日から鵜飼源吉大佐が要塞司令官と兼務した。1943年5月に、北千島の防備強化のため1個中隊を抽出された。
連合国軍の上陸が警戒される中、1945年1月25日に要塞重砲兵連隊は復帰され、野戦的性格のある重砲兵第12連隊（通称号：興第12857部隊）として独立混成第75旅団に編合された。独混第75旅団主力は同年5月に台湾本島に転進したが、重砲兵第12連隊は澎湖島に残り、同様に残留した2個歩兵大隊・旅団工兵隊などとともに溌刺部隊（部隊長は重砲兵第12連隊長）を編成した。7月に海軍の馬公方面特別根拠地隊の作戦指揮下に入り、防衛工事を行ううちに終戦を迎えた。終戦時の兵力は人員687人、主要装備は二十八糎砲12門・克式十五糎加農砲6門・四五式十五糎加農砲6門・10cm加農砲6門・斯加式九糎速射加農砲4門・野砲13門であった。

## 独立混成第75旅団
独立混成第75旅団は、1945年1月4日軍令陸甲第3号により臨時動員、1月25日に編成完結した。隷下部隊は独立歩兵第560-564大隊と、澎湖島要塞重砲兵連隊改編の重砲兵第12連隊、旅団工兵隊である。旅団長は田坂八十八少将が着任、1945年4月以降は終戦まで奥信夫少将が務めた。
当初の任務は澎湖島要塞に代わる澎湖諸島の守備とされ、台湾本島で新設の独立歩兵大隊や旅団工兵隊は1月末から2月に澎湖諸島へ進出した。しかし、同年5月に台湾本島の防備強化のため、旅団主力は第一号海上機動演習の秘匿作戦名で本島へ転進した。本島への転進の際、空襲により隷下の独歩563大隊長など若干の戦死者を出した。主力は新竹周辺の防備にあたりつつ終戦を迎えた。